# Will Champion
William Champion (Southampton, Hampshire, 31 de julio de 1978) es un músico y compositor inglés. Es conocido como el baterista y percusionista de la banda de rock británica Coldplay. Creció en Southampton, donde aprendió a tocar numerosos instrumentos durante su juventud, inspirado por Nick Cave, Bob Dylan, Tom Waits y la música folclórica tradicional irlandesa. Su estilo en la batería se centra en gran medida en los elementos esenciales de las canciones y ocasionalmente asume funciones de voz principal en presentaciones en vivo.
Champion tiene una licenciatura en antropología por la University College de Londres, donde conoció a Chris Martin, Jonny Buckland y Guy Berryman para formar Coldplay. La banda firmó con Parlophone en 1999 y logró éxito mundial con Parachutes (2000) y grabaciones posteriores. Ha ganado siete premios Grammy, nueve premios Brit y recibió un título honorífico en música. Con más de 100 millones de álbumes vendidos en todo el mundo, el grupo es considerado el más exitoso del siglo XXI.
Se incorporó a la banda en 1998, como el último en completar la formación. Se unió tras aceptar tocar con ellos cuando un amigo de los otros miembros no asistió a un ensayo, pese a no tener experiencia con la batería. Lo integraron después de grabar esa primera sesión. En 1999, Martin lo expulsó temporalmente por desacuerdos sobre su desempeño, pero pocos días después regresó al grupo. Este conflicto motivó la composición de la canción «Trouble». Dentro de la banda, destaca por su sensatez y capacidad para tomar decisiones clave, además de su habilidad como multiinstrumentista y lo llaman «rocola humana». También ha participado como vocalista en temas como «Death Will Never Conquer», «The Goldrush», «In My Place (Live in Buenos Aires)» y «Angelsong», incluida en Moon Music (2024).
Fuera de Coldplay, ha colaborado con artistas como Magne Furuholmen, Brian Eno y Karl Hyde, y participó en proyectos como Game of Thrones y el álbum benéfico Children in Need de la BBC. También apoya iniciativas solidarias, como la campaña Beat for Peace y el evento DrumathonLIVE, y ha invertido en la revista gastronómica Noble Rot. Además, expresó su preferencia por las canciones que priorizan la simplicidad y la intención, como «Viva la Vida», en la que buscó apoyar el tema con una base rítmica mínima. Mencionó como influencias a Klaxons, Arcade Fire y el hip hop, y señaló Rum, Sodomy, and the Lash de The Pogues como su álbum favorito. En 2024 recomendó obras de Fontaines D.C. y Grian Chatten, y destacó a Ginger Baker, John Bonham y Dave Grohl como sus bateristas favoritos. 
Se casó en 2003 con la maestra Marianna Dark, con quien tuvo tres hijos. Es seguidor del Southampton F.C. y siente afinidad por la cocina y la vida doméstica. En 2000 perdió a su madre, a quien dedicó el álbum Parachutes. En 2022, The Times estimó su patrimonio en 113 millones de libras esterlinas.

## Biografía

### Primeros años

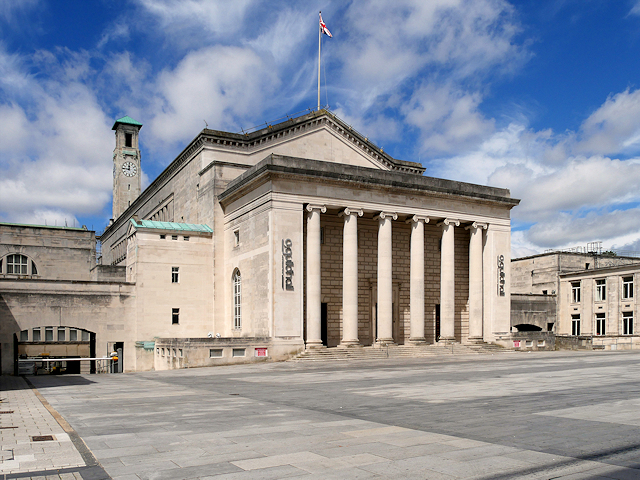
Southampton, lugar de nacimiento de Champion.

William Champion nació el 31 de julio de 1978 en Southampton, Hampshire, Inglaterra. Fue el segundo hijo de Timothy y Sara Champion, profesores de arqueología. Creció en Highfield, cerca de la Universidad de Southampton, donde trabajaban sus padres. Estudió en Portswood Primary School, Cantell School y Peter Symonds College. Jugó críquet para el equipo Chandler's Ford CC con su hermano mayor y ambos asistían a la iglesia local. Sobre su infancia, comentó que la música «siempre sonaba en casa» e incluía a Bob Dylan, Tom Waits, Nick Cave y música folclórica irlandesa. También formó parte de un grupo llamado Fat Hamster.
Su educación lo motivó a tomar lecciones de varios instrumentos, como violín y piano desde los ocho años, guitarra a los doce, y luego bajo y flauta irlandesa. Sin embargo, no disfrutaba las sesiones porque no sabía leer partituras y tocaba las canciones de memoria: «Observaba la mano de mi maestro en el piano, lo memorizaba y luego lo replicaba». Aunque la escuela lo eligió como baterista, el instrumento no le entusiasmaba y usó el equipo de un vecino.A los 14 años, trabajó en la taquilla y en el backstage del Teatro Nuffield. Estudió antropología en la University College de Londres, donde conoció a Chris Martin, Jonny Buckland y Guy Berryman, con quienes formó Coldplay. Mientras estudiaba en la UCL, trabajó como cadenero en un bar de Ricky Gervais.  Años más tarde, explicó que tocar otros instrumentos le permitió mejorar su coordinación y le dio una perspectiva distinta sobre la batería, lo que influyó en su estilo: «Saber distinguir entre tonalidades mayores y menores es clave, y tuve la suerte de aprenderlo antes de empezar a tocar. Eso se relaciona más con captar la esencia de una canción, que con tocar con fuerza por un instante».

## Carrera

### Coldplay

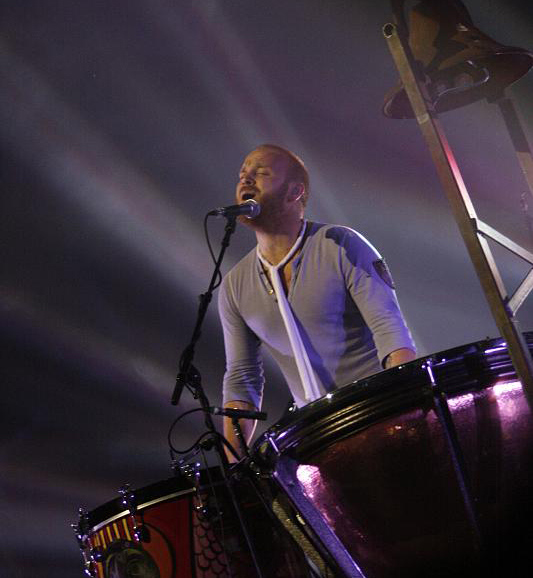
Champion en 2008, durante el Viva la Vida Tour, donde tocó la batería y participó en los coros.

Champion se unió al grupo en 1998, siendo el último integrante en hacerlo. Relató que Martin, Buckland y Berryman llegaron a su casa porque un compañero de cuarto, que tenía una batería y era bueno, no se presentó: «así que dije que lo intentaría». Tras grabar la sesión, lo invitaron al grupo a pesar de su poca experiencia. En 1999, Martin lo expulsó temporalmente debido a discusiones sobre sus habilidades como músico: «Tres días después, todos nos sentíamos miserables [...] y le pedimos que regresara. Me hicieron tomar mucho vodka con jugo de arándano para recordar lo desagradable que fui». Este incidente inspiró la canción «Trouble», escrita como disculpa hacia él.
En Coldplay, Champion se considera la racionalidad. Martin lo describió como «algo sólido e inquebrantable, como la base de una estatua. Sin eso, todo se derrumba». Otros miembros mencionaron que «tiene una mente sensata y, al tomar decisiones, expone argumentos claros y mantiene a todos enfocados. Muchas veces tiene el voto final, y su decisión puede superar el consenso». Además, elogian su habilidad para tocar múltiples instrumentos, y lo apodan como una «rocola humana». Aunque Buckland y Berryman participan en los coros, Champion destacó más en ese rol durante el Viva la Vida Tour (2008-2010), donde interpretó «Death Will Never Conquer». Su versión figura en el álbum LeftRightLeftRightLeft (2009). También cantó en «The Goldrush», «In My Place (Live in Buenos Aires)» y «Angelsong». Esta última aparece en Moon Music (2024), tanto como pista individual como dentro de «Alien Hits/Alien Radio».

### Otros proyectos
Champion colaboró en el álbum debut de Magne Furuholmen Past Perfect Future Tense (2004), tecladista de a-ha, junto con Berryman. En 2011, participó en un video de la campaña Beat for Peace que instó a los líderes mundiales a tomar medidas urgentes para evitar el regreso del conflicto en Sudán. También actuó como músico en la Boda Roja del episodio «The Rains of Castamere» de Game of Thrones, transmitido el 2 de junio de 2013. En 2014, contribuyó al álbum Someday World de Brian Eno y Karl Hyde. Además, apoyó la revista de comida y vino Noble Rot como inversor de sus restaurantes. En 2017, visitó la Universidad de Southampton para hablar con estudiantes de música sobre composición, grabación en estudio, presentaciones en vivo y manejo de la fama. Junto con Buckland, ayudó a Jodie Whittaker a interpretar «Yellow» para el álbum benéfico Children in Need de la BBC en 2019. También participó en DrumathonLIVE, un evento caritativo que recaudó fondos para la salud mental infantil. En 2023, la Universidad de Southampton le otorgó un doctorado en música.

## Arte

### Influencias

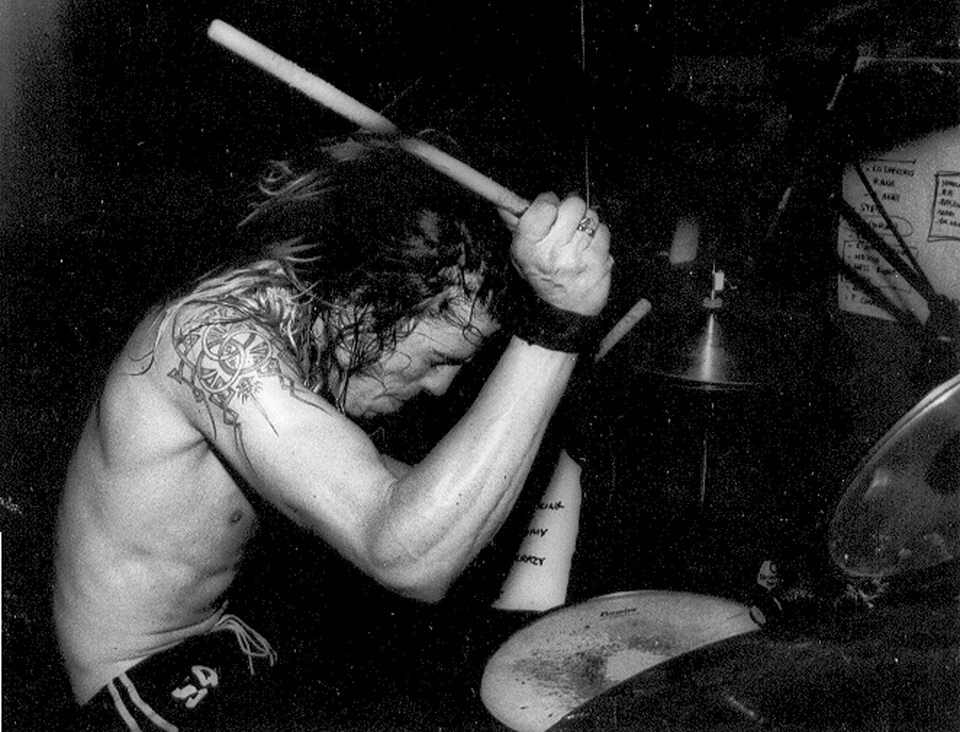
Champion señaló a Dave Grohl de Nirvana como uno de sus bateristas favoritos.

Cuando le preguntaron sobre las canciones de Coldplay que considera técnica o emocionalmente superiores, Champion destacó su orgullo por los temas que reducen todo a lo esencial. Citó «Viva la Vida» como ejemplo: «Es solo un bombo, una campana y un toque de timbal, pero es tan simple [...] Probamos ritmos de cuatro tiempos, de rock y otros, pero nada funcionaba [...] Con tantas sutilezas en los violines y melodías, supe que debía ser simple, sin adornos, solo apoyar el tema. Esa es mi huella». Mencionó a Klaxons, Arcade Fire y el hip hop como influencias. Su álbum favorito es Rum, Sodomy, and the Lash de The Pogues. En 2024, recomendó obras de Fontaines D.C. y Grian Chatten. Sus bateristas preferidos son Ginger Baker, John Bonham y Dave Grohl.

### Estilo y equipo musical
El primer set de batería de Champion fue un Yamaha 9000. A lo largo de los años, la marca le proporcionó varios sets personalizados de arce. Desde el A Head Full of Dreams Tour (2016-2017), su equipo incluye un bombo de 22"x16", un tom de 13"x9", un tom de piso de 16"x15", varios tambores de cajas y platillos Zildjian (Ride K Heavy de 20", crashes A Custom Medium de 18" y hi-hats K Custom Dark de 14"). En la mayoría de las actuaciones, usa parches Ambassador Coated de Remo, baquetas de madera de nogal Pro-Mark 5A y un trono Roc-N-Soc. También posee tres pads electrónicos y un cajón. Reconocido por su estilo enérgico, el baterista comentó que al principio no tenía confianza para tocar fuerte o pesado, pero con el tiempo eso se convirtió en parte de su técnica: «Ese es mi sello, esperar y robar el protagonismo al final».

## Vida personal
Según The Times, Champion tiene una riqueza estimada de 113 millones de libras esterlinas en mayo de 2022. Apoya al Southampton F.C. desde hace años y cuenta con un abono de temporada. Sus padres, Tim y Sara, trabajaron como DJs en bares locales bajo el nombre Champion Tunes. Sara murió de cáncer en el año 2000. Su funeral coincidió con la grabación del videoclip de «Yellow», por lo que solo Martin apareció en él. Dedicaron su álbum debut, Parachutes, a ella.
La forma de equilibrar su vida inspiró un sketch del comediante Nish Kumar en Live at the Apollo. El baterista mencionó que le apasiona cocinar y que suele bailar con su esposa en casa. Los coros de ella figuran en la canción principal de Everyday Life (2019), que Champion considera su pieza favorita del álbum. Durante el Music of the Spheres World Tour (2022–2025), dibujó en sus tambores imágenes de las ciudades visitadas.

### Relaciones
En 2003, se convirtió en el primer miembro del grupo en casarse, con la maestra Marianna Dark. La pareja tiene tres hijos y viven en el barrio de Hampstead en Londres. Al hablar sobre la fama, mencionó que disfruta volver con su familia tras tocar en estadios alrededor del mundo. Sus hijos estudian violín con el método Suzuki, y su esposa canta en el coro privado de Brian Eno.

## Discografía

### Con Coldplay
- Parachutes (2000)
- A Rush of Blood to the Head (2002)
- X&Y (2005)
- Viva la Vida or Death and All His Friends (2008)
- Mylo Xyloto (2011)
- Ghost Stories (2014)
- A Head Full of Dreams (2015)
- Everyday Life (2019)
- Music of the Spheres (2021)
- Moon Music (2024)